# Омар Мармуш
Омар Калед Мохамед Абд Елсала Мармуш (арап. عمر خالد محمد مرموش; Каиро, 7. фебруар 1999) је египатски фудбалер који тренутно наступа за Манчестер сити. Игра на позицији нападач.

## Успеси
Волфсбург II
- Регионална лига Север  (1) : 2018/19.[1]

 Египат
- Афрички куп нација:  2021.[2]

Појединачни
- Играч месеца у Бундеслиги Немачке: септембар 2024, новембар 2024.[3]